# Megan Mullally
Pour les articles homonymes, voir Mullally.
Megan Mullally est une actrice et chanteuse américaine, née le 12 novembre 1958 à Los Angeles en Californie. Elle est principalement connue pour son interprétation de Karen Walker dans la populaire comédie Will & Grace, diffusée sur NBC entre 1998 et 2006, et de retour en ondes depuis 2017. Ce rôle lui a valu plusieurs récompenses, dont deux Emmy Awards et quatre SAG Awards.

## Biographie
Née à Los Angeles (Californie), Megan Mullally déménage vers Oklahoma City (Oklahoma) à l'âge de 6 ans, où elle passe le reste de son enfance. Elle est la fille unique de Martha Palmer et Carter Mullally Jr. Dans les années 1950, ce dernier avait été acteur chez Paramount Pictures.
Très proche de sa mère qui a toujours encouragé ses aspirations artistiques, elle entretenait une relation un peu plus compliquée avec son père qu'elle décrit comme infidèle, alcoolique et violent émotionnellement.
En mai 2018, elle participe à l'émission Who Do You Think You Are (TLC), afin d'en apprendre davantage sur sa lignée paternelle et découvrir d'où vient la blessure de sa famille. Elle y révèle que son grand-père et son arrière-grand-père étaient, eux aussi, alcooliques et violents. Ce dernier étant allé jusqu'à se suicider à l'âge de 65 ans. L'émission lui fait aussi et surtout revenir sur le destin de son arrière-arrière-grand-mère, Elizabeth Mullally.
Megan Mullally a également étudié le ballet, dès l'âge de 6 ans, et à un niveau avancé. Elle était soliste pour le Oklahoma City Ballet pendant son adolescence, et se perfectionnait à la prestigieuse School of American Ballet de George Balanchine (New York).
Après ses études primaires et secondaires à la Casady School d'Oklahoma City, elle a étudié la littérature anglaise et l'histoire de l'art à l'Université Northwestern (Ilinois). En parallèle, elle se fait rapidement remarquer dans le milieu du théâtre à Chicago et multiplie les spectacles pour finalement abandonner l'Université.

## Carrière
Après quelques allers-retours entre Chicago et Hollywood - notamment pour passer le casting du premier rôle féminin dans Risky Business, -, elle déménage à Los Angeles en 1985 et signe avec l'agence William Morris, après seulement deux semaines. Elle obtient de petits rôles dans des publicités et au cinéma. Son premier rôle à la télévision a lieu dans la série The Ellen Burstyn Show (1986). 
Au fil des années, elle apparaît dans des sitcoms populaires comme Seinfeld, Frasier, Wings et Dingue de toi. On peut aussi l'apercevoir dans un épisode de la cinquième saison de Arabesque, avec Angela Lansbury.
En 1998, Megan Mullally décroche le rôle qui fait son succès : Karen Walker, l'assistante mondaine de Grace dans la comédie Will & Grace, diffusée sur NBC. Initialement, elle avait auditionné pour le premier rôle féminin mais n'était pas parvenue à convaincre les producteurs. Ces derniers ont dû beaucoup travailler pour la convaincre d'accepter le rôle de Karen, qui lui semblait trop semblable à un autre personnage télévisé. Finalement, son interprétation lui vaut sept nominations consécutives comme Meilleure actrice dans un second rôle (comédie) aux Emmy Awards, entre 2000 et en 2006. Elle remporte le prix en 2000 et en 2006.
La Screen Actors Guild lui a remis quatre SAG Awards de la Meilleure actrice dans une série comique entre 2000 et 2003, pour ce même rôle. Elle a aussi été nommée plusieurs fois aux Golden Globes de la Meilleure actrice dans un second rôle. Le 22 mai 2018, elle reçoit le prix de la Meilleure actrice dans un second rôle (comédie) à la 43e cérémonie des Gracie Awards, à la suite de la reprise de la série,.
Lors de l'édition 2005 des Emmy Awards, elle a chanté le thème des Arpents verts, en jouant son personnage de Karen Walker, en compagnie de Donald Trump. Une expérience dont elle ne garde pas un excellent souvenir, comme elle l'a confié à plusieurs reprises sur des plateaux de télévision.
Au cinéma, on a notamment pu apercevoir Megan Mullally dans À propos d'hier soir (About Last Night), Fame, Ce qui vous attend si vous attendez un enfant, Alexandre et sa journée épouvantablement terrible et affreuse, The Boyfriend : Pourquoi lui ? et The Disaster Artist. Elle prête également sa voix aux personnages de Ernest & Célestine, Hôtel Transylvanie 2, et on peut entendre sa version de "Long John Blues" (Kristen Bell à l'écran) sur la bande originale de Burlesque.
Elle a fait des publicités pour Mc Donalds, M&M's, Old Navy, I can' believe it's not butter, pour le site cheaptickets.com et pour Sling TV. 

### Broadway

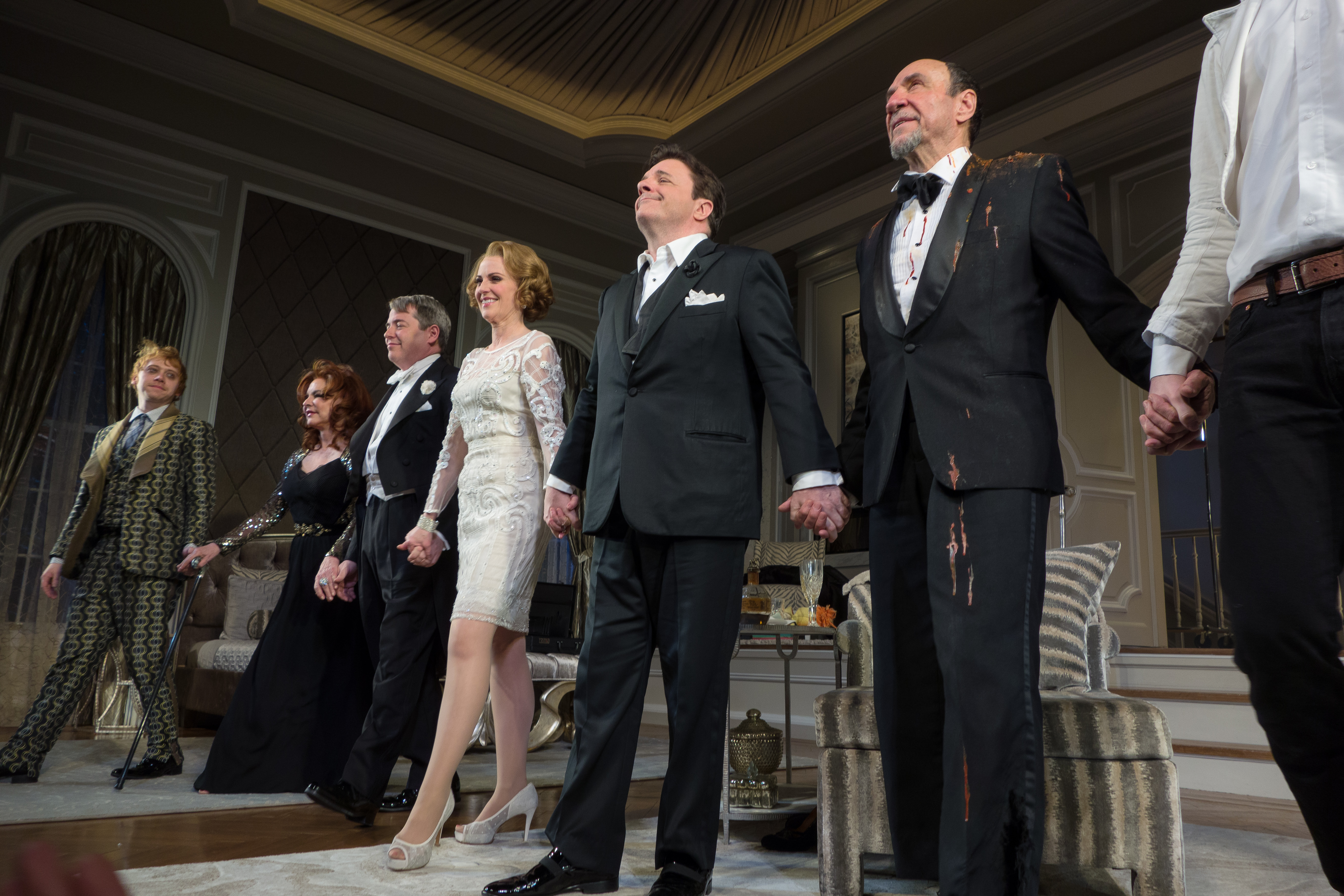
Megan Mullally (en blanc), avec la distribution de It's Only A Play.

Megan Mullally joue pour la première fois à Broadway en 1994, dans la reprise de Grease. 
L'année suivante, elle décroche de le rôle de Rosemary dans la comédie musicale How to Succeed in Business Without Really Trying, dans laquelle elle donne la réplique à Matthew Broderick. Les professionnels et les critiques se penchent alors plus sérieusement sur son travail. Le magazine Variety souligne « sa belle voix, sa manière de danser gracieuse et sa personnalité magnétique » et lui préduit un « avenir très prometteur ».
En 2007, Mel Brooks lui offre le rôle d'Elizabeth dans son adaptation musicale de Young Frankenstein. Enfin, elle retrouve Matthew Broderick à Broadway en 2014, dans la pièce It's Only A Play de Terrence McNally (avec Nathan Lane et Rupert Grint, entre autres).

### Musique
Megan Mullally est aussi connue pour ses talents de chanteuse. Dans le courant des années 1990, elle a créé son propre groupe, The Supreme Music Program, avec lequel elle a lancé trois albums : The Sweetheart Break-In (1999), Big As A Berry (2002) et Free Again (2007).
En 2011, elle fait la rencontre de l'actrice et chanteuse Stephanie Hunt, de trente ans sa cadette. Ensemble, elles forment le duo Nancy And Beth et lancent un premier disque éponyme au printemps 2017. Au printemps de l'année suivante, elles partent en tournée à travers les États-Unis et annoncent qu'un deuxième album est en préparation. Le premier single, I Don't Hurt Anymore, a été proposé en avril 2019. 

### Animation
En mars 2003, l'animateur David Letterman l'invite à le remplacer sur le Late Night Show pour un soir,, une expérience qui lui donne le goût de l'animation et l'envie, en 2006, de lancer son propre talk-show : The Megan Mullally Show. Ce dernier connaît une courte existence puisque le réseau annulera sa production en janvier 2007, soit seulement 5 mois après son lancement.
Megan Mullally a été choisie pour animer la 25e cérémonie des Screen Actors Guild Awards, le 27 janvier 2019. Pendant les quelques jours qui ont précédé l'événement, la comédienne a créé une polémique lorsqu'elle a avoué être sa propre styliste depuis des années, les professionnels de la mode refusant systématiquement de l'aider. La soirée a suscité d'excellentes critiques, tant dans les médias que sur les réseaux sociaux. 
En 2019, elle co-anime également le podcast In bed with Nick and Megan, dont le premier épisode a été dévoilé au début du mois de décembre. Le concept est directement inspiré de la manière dont Mullally et son époux, Nick Offerman, ont rédigé leur livre The Greatest Love Story Ever Told (publié en 2018). Ils enregistrent leurs conversations, en couple ou avec un invité, en direct de leur lit. Plusieurs personnalités se sont prêtés au jeu, à l'image de Bill Hader, Lisa Kudrow, Retta, Nicole Holofcener, Jenna Fischer, Angela Kinsey, Vanessa Bayer ou encore Will Forte.

## Vie privée
Entre 1992 et 1996, Megan Mullally a été mariée au directeur de casting Michael A. Katcher,.

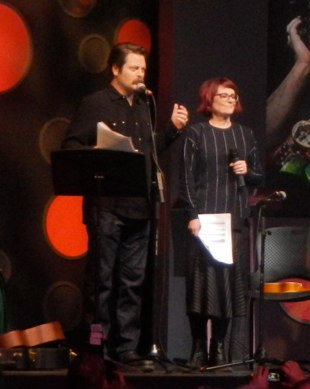
L'acteur avec son mari Nick Offerman au Festival du film de Sundance en 2014.

Elle s'est ouvertement déclarée bisexuelle dans une entrevue de 1999, avec le magazine The Advocate ; elle est revenue sur le sujet en 2009, indiquant qu'elle était convaincue que « chaque être humain est par essence bisexuel. ».
Depuis septembre 2003, elle est mariée avec l'acteur Nick Offerman, connu pour son rôle de Ron Swanson dans la série comique Parks & Recreation (NBC). Le couple s'est rencontré en 2000, pendant les répétitions d'une pièce de théâtre, The Berlin Circle, produite par Evidence Room Theater, à Los Angeles. Mullally terminait la deuxième saison de Will et Grace, tandis qu'Offerman n'en était qu'au tout début de sa carrière à Hollywood,. Depuis, ils ont partagé la scène et l'écran à de nombreuses reprises et ont publié un livre sur leur histoire, The Greatest Love Story Ever Told (La plus belle histoire d'amour jamais racontée), en octobre 2018,.

## Filmographie

### Cinéma
- 1983 : Risky Business : Call Girl
- 1985 : Vampire Forever (Once Bitten) : Suzette
- 1986 : Last Resort : Jessica Lollar
- 1986 : Blue Velvet de David Lynch : Louise (scène coupée)[41]
- 1986 : À propos d'hier soir... (About Last Night...) : Pat
- 1991 : Bienvenue au club (Queens Logic) : Dolores
- 1999 : Ma mère, moi et ma mère (Anywhere But Here) : femme achetant une voiture
- 1999 : Best Man in Grass Creek : collègue
- 2000 : Everything Put Together : Barbie
- 2001 : Monkeybone : Kimmy Miley
- 2001 : Speaking of Sex : Jennifer Klink
- 2002 : Harvard à tout prix (Stealing Harvard) : Patty Plummer
- 2004 : Scott, le film (Teacher's Pet) : Adele (voix)
- 2004 : Basket Academy (Rebound) : le proviseur Walsh
- 2007 : Bee Movie : Drôle d'abeille : Trudy (voix)
- 2009 : Fame : Professeur Fran Rowan
- 2011 : Home for Actresses (court-métrage) : Peggy Dvorak
- 2012 : Smashed : Principal Barnes
- 2012 : Somebody Up There Likes Me : la thérapeute
- 2012 : Ce qui vous attend si vous attendez un enfant : elle-même
- 2012 : Ernest & Celestine : Lucienne
- 2013 : The Kings of Summer : Mme Keenan
- 2013 : G.B.F. : Mme Van Camp
- 2013 : Dalai Lama (court metrage) : la maman de Jeff
- 2014 : Date and Switch : Patricia
- 2014 : Apartment troubles : Tante Kimberley
- 2014 : Pauline Alone (court-métrage) : Irene
- 2014 : Alexandre et sa journée épouvantablement terrible et affreuse : Nina
- 2015 : Hôtel Transylvanie 2 : Grand-mère Linda (voix)
- 2016 : The History of Exercise (court-métrage) : Infirmière
- 2016 : The Boyfriend : Pourquoi lui ? de John Hamburg : Barb Fleming
- 2016 : Lemon de Janicza Bravo : Simone
- 2016 : Infinity Baby de Bob Byington : Hester
- 2017 : Oh Lucy! d'Atsuko Hirayanagi : Hannah
- 2017 : The Disaster Artist de James Franco : Mme Sestero
- 2019 : Where'd You Go, Bernadette de Richard Linklater : Judy Toll
- 2022 : Crush : la mère de Paige

### Télévision

#### Téléfilms
- 1981 : Pour l'amour d'un enfant (The Children Nobody Wanted) : Sharon
- 1985 : First Steps : Cathy
- 1990 : L'enquête interdite (Rainsbow Drive) : Ava Zieff
- 1993 : I Yabba-Dabba Do ! : Pebbles Flinstone (voix)
- 1993 : Les Pierrafeu à Hollyrock (Hollyrock-a-Bye Baby) : (voix)
- 1993 : Le Conte de Noël des Pierrafeu (A Flintstones' Christmas Carol) : (voix)
- 1994 : Couples : Beth
- 1996 : The Flintstones Christmas in Bedrock : (voix)
- 1998 : Winchell : June Winchell
- 2002 : Le Pacte (The Pact) : Melanie Gold
- 2008 : Bad Mother's Handbook : Nan

#### Séries télévisées
- 1984 : American Playhouse : Lilah (saison 4, épisode 14)
- 1986 : Tall Tales & Legends : Posy (saison 1, épisode 2)
- 1986-1987 : The Ellen Burstyn Show : Molly Brewer Ross (saison 1)
- 1988 : Arabesque (Murder, She Wrote) : Molly Connors (saison 5, épisode 5)
- 1989 : Almost Grown : mariée (saison 1, épisode 13)
- 1989 : China Beach : Cindy (saison 2, épisode 17)
- 1990 : Wings : Cindy (saison 1, épisode 5)
- 1991 : Dear John : Molly (saison 3, épisodes 13 et 16)
- 1991 : My Life And Times : Susan (saison 1)
- 1991 : Herman's Head : Yvonne (saison 1, épisode 5)
- 1991 : The Steadfast Tin Soldier : Ballerine (voix) (saison 1, épisode 8)
- 1992 : Inspecteur Poisson (Fish Police) : Pearl (voix) (saison 1)
- 1992 : ''Rachel Gunn, R.N.'' : Becky Jo (saison 1)
- 1993 : Seinfeld : Betsy (saison 4, épisode 19)
- 1994 : Batman : The Animated Series : Cindy (voix) (saison 2, épisode 6)
- 1997 : Ned and Stacey : Wendy (saison 2, épisode 11)
- 1997 : Frasier : Beth Armstrong (saison 4, épisode 13)
- 1997 : Dingue de toi (Mad About You) : Jane (saison 5, épisode 21)
- 1997 : Caroline in the City : Vanessa Cassidy (saison 3, épisode 12)
- 1998 : Just Shoot Me ! : Stephanie Griffin-Cooper (saison 2, épisode 21)
- 1998-2006 : Will et Grace (Will and Grace) : Karen Walker (saisons 1-2-3-4-5-6-7-8)
- 2002 : Troisième planète après le Soleil (3rd Rock from the Sun) : Renata Albright (saison 6, épisode 1)
- 2002 : Les Rois du Texas (King Of The Hill) : Teresa (voix) (saison 6, épisode 16)
- 2006 : Pouic explore le monde (Peep and the Big Wide World) : Pink Quack (voix) (saison 2, épisode 8)
- 2006 : How I Met Your Mother : Mme Stinson (saison 2, épisode 10)
- 2006 : Campus Ladies : Mme Powell (saison 2, épisode 1)
- 2007 : Boston Justice (Boston Legal) : Renata Hill / Sarah Popeil (saison 3, épisode 17)
- 2008 : The New Adventures of Old Christine : Margaret (saison 4, épisode 11)
- 2008-2013 : 30 Rock : Bev (saison 3, épisode 1 ; saison 7, épisodes 9 et 10)
- 2008-2016 : Children's Hospital : Chef / Lydia Dunfree / Lady Jane Bentick-Smith (saisons 1-2-3-4-5-6-7)
- 2009 : In The Motherhood : Rosemary (saison 1)
- 2009-2015 : Parks and Recreation : Tammy 2 (saison 2, épisode 8 ; saison 3, épisodes 4 et 16 ; saison 4, épisodes 2 et 9 ; saison 5, épisode 9 ; saison 6, épisodes 21 et 22 ; saison 7, épisode 2)
- 2010 : Wainy Days : Donna (saison 4, épisode 6)
- 2010 / 2023 : Party Down : Lydia Dunfree (saisons 2 et 3)
- 2011-2013 : Happy Endings : Dana Hartz (saison 2, épisodes 3 et 11 ; saison 3, épisode 22)
- 2011-2020 : Bob's Burgers : Gayle (voix) (saisons 1-2-3-4-5-6-7-8-9-10)
- 2012-2015 : Randy Cunningham, le Ninja (Randy Cunningham: 9th Grade Ninja) : Mme Marilyn Driscoll (saisons 1-2)
- 2012 : Up All Night : Shayna Mund (saison 1, épisodes 13 et 23)
- 2012 : Breaking In : Veronica Mann (saison 2)
- 2012 : The Greatest Event in Television History : Cecilia Simon (saison 1, épisode 1)
- 2013-2015 : Axe Cop : Anita / Tracy / Isabelle / maman / Mme G. (voix) (saisons 1-2)
- 2013-2016 : Princesse Sofia (Sofia the First) : Miss Nettle (voix) (saison 1, épisode 16 ; saison 2, épisode 2 ; saison 3, épisode 14)
- 2013 : Out There : Rose (saison 1)
- 2013 : Web Therapy : Franny Marshall (saison 3, épisodes 1-2-3)
- 2014 : Trophy Wife : Cricket (saison 1, épisodes 16 et 17)
- 2015 : You, Me and the Apocalypse : Leanne (saison 1)
- 2016 : Life in Pieces : Mary-Lynn (saison 2, épisode 1)
- 2016 : Vote Honey (Will & Grace) : Karen Walker (special)
- 2017 : Dimension 404 (en) : Directeur Stevens (saison 1, épisode 5)
- 2017 : Will & Grace : Musical : Karen Walker (special)
- 2017-2020 : Will et Grace (Will and Grace) : Karen Walker (saisons 9-10-11)
- 2024 : The Umbrella Academy : Dr. Jean Thibedeau (saison 4)

## Distinctions
Daytime Emmy Awards
| Année | Catégorie                                                               | Film/Série      | Résultat |
| ----- | ----------------------------------------------------------------------- | --------------- | -------- |
| 2015  | Daytime Emmy Award du meilleur interprète dans un programme d'animation | Princesse Sofia | Nommée   |

Primetime Emmy Awards
| Année | Catégorie                                              | Film/Série   | Résultat |
| ----- | ------------------------------------------------------ | ------------ | -------- |
| 2018  | Meilleure actrice dans un second rôle dans une comédie | Will & Grace | Nommée   |
| 2006  | Meilleure actrice dans un second rôle dans une comédie | Will & Grace | Lauréate |
| 2005  | Meilleure actrice dans un second rôle dans une comédie | Will & Grace | Nommée   |
| 2004  | Meilleure actrice dans un second rôle dans une comédie | Will & Grace | Nommée   |
| 2003  | Meilleure actrice dans un second rôle dans une comédie | Will & Grace | Nommée   |
| 2002  | Meilleure actrice dans un second rôle dans une comédie | Will & Grace | Nommée   |
| 2001  | Meilleure actrice dans un second rôle dans une comédie | Will & Grace | Nommée   |
| 2000  | Meilleure actrice dans un second rôle dans une comédie | Will & Grace | Lauréate |

Screen Actors Guild Awards
| Année | Catégorie | Film/Série   | Résultat |
| ----- | --- | ------------ | -------- |
| 2007  | Meilleure actrice dans une comédie                                                                                   | Will & Grace | Nommée   |
| 2006  | Meilleure actrice dans une comédie                                                                                   | Will & Grace | Nommée   |
| 2005  | Meilleure actrice dans une comédie                                                                                   | Will & Grace | Nommée   |
| 2005  | Meilleure distribution pour une comédie                                                                              | Will & Grace | Nommée   |
| 2004  | Meilleure actrice dans une comédie                                                                                   | Will & Grace | Lauréate |
| 2004  | Meilleure distribution pour une comédie (partagé avec Debra Messing, Eric McCormack, Sean Hayes et Shelley Morrison) | Will & Grace | Nommée   |
| 2003  | Meilleure actrice dans une comédie                                                                                   | Will & Grace | Lauréate |
| 2003  | Meilleure distribution pour une comédie (partagé avec Debra Messing, Eric McCormack, Sean Hayes et Shelley Morrison) | Will & Grace | Nommée   |
| 2002  | Meilleure actrice dans une comédie                                                                                   | Will & Grace | Lauréate |
| 2002  | Meilleure distribution pour une comédie (partagé avec Debra Messing, Eric McCormack, Sean Hayes et Shelley Morrison) | Will & Grace | Nommée   |
| 2001  | Meilleure actrice dans une comédie                                                                                   | Will & Grace | Nommée   |
| 2001  | Meilleure distribution pour une comédie (partagé avec Debra Messing, Eric McCormack, Sean Hayes et Shelley Morrison) | Will & Grace | Lauréate |

Golden Globes Awards
| Année | Catégorie                                                                           | Film/Série   | Résultat |
| ----- | ----------------------------------------------------------------------------------- | ------------ | -------- |
| 2004  | Meilleure actrice dans un second rôle dans une série, une mini-série ou un téléfilm | Will & Grace | Nommée   |
| 2003  | Meilleure actrice dans un second rôle dans une série, une mini-série ou un téléfilm | Will & Grace | Nommée   |
| 2002  | Meilleure actrice dans un second rôle dans une série, une mini-série ou un téléfilm | Will & Grace | Nommée   |
| 2001  | Meilleure actrice dans un second rôle dans une série, une mini-série ou un téléfilm | Will & Grace | Nommée   |

People's Choice Awards
| Année | Catégorie                           | Film/Série   | Résultat |
| ----- | ----------------------------------- | ------------ | -------- |
| 2005  | Personnalité féminine la plus drôle | Will & Grace | Nommée   |
| 2005  | Actrice préférée à la télévision    | Will & Grace | Nommée   |

Teen Choice Awards
| Année | Catégorie                          | Film/Série   | Résultat |
| ----- | ---------------------------------- | ------------ | -------- |
| 2002  | Meilleure actrice dans une comédie | Will & Grace | Nommée   |
| 2001  | Meilleure acolyte/sidekick         | Will & Grace | Nommée   |

American Comedy Awards
| Année | Catégorie                                                 | Film/Série   | Résultat |
| ----- | --------------------------------------------------------- | ------------ | -------- |
| 2001  | Actrice la plus drôle dans un second rôle à la télévision | Will & Grace | Lauréate |
| 2000  | Actrice la plus drôle dans un second rôle à la télévision | Will & Grace | Nommée   |

Television Critics Association Awards
| Année | Catégorie                                 | Film/Série   | Résultat |
| ----- | ----------------------------------------- | ------------ | -------- |
| 2000  | Meilleure interprétation dans une comédie | Will & Grace | Nommée   |
| 1999  | Meilleure interprétation dans une comédie | Will & Grace | Nommée   |

Gold Derby Awards
| Année | Catégorie                                              | Film/Série           | Résultat |
| ----- | ------------------------------------------------------ | -------------------- | -------- |
| 2015  | Meilleure actrice invitée dans une comédie             | Parks and Recreation | Nommée   |
| 2007  | Meilleure actrice invitée dans un drame                | Boston Justice       | Nommée   |
| 2006  | Meilleure actrice dans un second rôle dans une comédie | Will & Grace         | Nommée   |
| 2005  | Meilleure actrice dans un second rôle dans une comédie | Will & Grace         | Nommée   |

Online Film & Television Association
| Année | Catégorie                                              | Film/Série     | Résultat                                |
| ----- | ------------------------------------------------------ | -------------- | --------------------------------------- |
| 2007  | Meilleure actrice invitée dans un drame                | Boston Justice | Nommée                                  |
| 2005  | Meilleure actrice dans un second rôle dans une comédie | Will & Grace   | Nommée                                  |
| 2003  | Meilleure actrice dans un second rôle dans une comédie | Will & Grace   | Nommée                                  |
| 2002  | Meilleure actrice dans un second rôle dans une comédie | Will & Grace   | Nommée                                  |
| 2001  | Meilleure actrice dans un second rôle dans une comédie | Will & Grace   | Lauréate                                |
| 2000  | Meilleure actrice dans un second rôle dans une comédie | Will & Grace   | Lauréate                                |
| 1999  | Meilleure actrice dans une nouvelle comédie (TV)       | Will & Grace   | Lauréate ex-aequo avec Felicity Huffman |
| 1999  | Meilleure actrice dans un second rôle dans une comédie | Will & Grace   | Nommée                                  |

Viewers for Quality Television Awards
| Année | Catégorie                                              | Film/Série   | Résultat |
| ----- | ------------------------------------------------------ | ------------ | -------- |
| 2000  | Meilleure actrice dans un second rôle dans une comédie | Will & Grace | Nommée   |
| 1999  | Meilleure actrice dans un second rôle dans une comédie | Will & Grace | Nommée   |

Autres récompenses
| Année | Cérémonie                           | Prix                                                                           | Rôle/Film/Série | Résultat |
| ----- | ----------------------------------- | ------------------------------------------------------------------------------ | --- | -------- |
| 2018  | Gracie Allen Awards                 | Meilleure actrice dans un second rôle dans une comédie ou une comédie musicale | Will & Grace | Lauréate |
| 2018  | Gold Derby Awards                   | Meilleure actrice dans un second rôle                                          | Will & Grace | Nommée   |
| 2013  | Midwest Independant Film Festival   | Meilleure actrice                                                              | The King of Summer | Nommée   |
| 2009  | The Streamy Awards                  | Meilleure actrice dans une comédie web                                         | Children's Hospital | Nommée   |
| 2008  | Broadway.com Audience Choice Awards | Meilleure actrice dans une comédie musicale                                    | Young Frankenstein | Lauréate |
| 2005  | Women in Film Lucy Awards           | Lucy Award                                                                     | Will & Grace Prix partagé avec Debra Messing                                                                            | Lauréate |
| 2004  | GLAAD Media Awards                  | Golden Gates Award                                                             | Récompense destinée aux professionnels des médias qui ont accru la visibilité et la compréhension de la communauté LGBT | Lauréate |
| 2003  | Satellite Awards                    | Meilleure actrice dans un second rôle dans une comédie ou une comédie musicale | Will & Grace | Nommée   |
| 2001  | TV Guide Awards                     | Actrice de l'année dans un second rôle dans une comédie                        | Will & Grace | Nommée   |
| 1987  | Young Artist Awards                 | Meilleure performance par une jeune actrice dans une nouvelle série télévisée  | The Ellen Burstyn Show                                                                                                  | Nommée   |

## Voix francophones
En France, Brigitte Aubry est la voix régulière de Megan Mullally. 
Auparavant, Caroline Jacquin l'a également doublée à cinq reprises. 
En France
| - Brigitte Aubry dans : - Fame - Party Down (série télévisée) - Smashed - Ce qui vous attend si vous attendez un enfant - Alexandre et sa journée épouvantablement terrible et affreuse - The Boyfriend : Pourquoi lui ? - The Disaster Artist - C'est compliqué - Caroline Jacquin dans : - Will et Grace (série télévisée) - Everything Put Together (en) - Troisième planète après le Soleil (série télévisée) - Basket Academy - Boston Justice (série télévisée) | - Natacha Muller dans (les séries télévisées) : - Parks and Recreation - Life in Pieces Et aussi - Barbara Tissier dans Inspecteur Poisson (voix) - Zoé Bettan dans Monkeybone - Denise Metmer dans Harvard à tout prix - Véronique Alycia dans Bee Movie : Drôle d'abeille (voix) - Patricia Legrand dans Hôtel Transylvanie 2 (voix) - Valérie Nosrée dans Bernadette a disparu - Laurence Charpentier dans Reservation Dogs (série télévisée) |